# Hockey Club Monza 1958
Questa voce raccoglie le informazioni riguardanti l'Hockey Club Monza nelle competizioni ufficiali della stagione 1958.

## Maglie e sponsor
| 1ª divisa |

## Rosa
| N° | Naz.              | Ruolo | Sportivo         |  |  |  |
| -- | ----------------- | ----- | ---------------- |  |  |  |
| ?  | Italia (bandiera) | E     | Benolli          |  |  |  |
| ?  | Italia (bandiera) | E     | Beretta          |  |  |  |
| ?  | Italia (bandiera) | P     | Bruno Bolis      |  |  |  |
| ?  | Italia (bandiera) | E     | Luigi Castoldi   |  |  |  |
| ?  | Italia (bandiera) | E     | Maurizio Gelmini |  |  |  |
| ?  | Italia (bandiera) | E     | Emilio Levati    |  |  |  |
| ?  | Italia (bandiera) | P     | Sisio            |  |  |  |

- Allenatore: ?